# Индийски субконтинент
Индийският субконтинент е полуостровен регион, в Южна Азия.
В региона са разположени държавите Индия, Бангладеш, Пакистан, Шри Ланка, Непал, Бутан, Мианмар, както и малка част от Западен Китай.
Индийският субконтинент може да се разглежда като големия полуостров на Азия, простиращ се във формата на триъгълник на юг към Индийския океан. Нарича се субконтинент, защото някога е бил неразделна част от Гондвана, която се отделя и слива с Азия. По-голямата част от този субконтинент е заета от платото Декан, което е високо около 500 m. На север от това плато е планината Винджа, а на изток и запад са планините Източни и Западни Гхати. Западните Гхати достигат височина от 2700 m над морското равнище. Нос Коморин се намира в най-южната част на полуострова. На запад крайбрежието към Арабско море включва крайбрежието на Конкан и крайбрежието на Малабар. На изток е Бенгалският залив. Основно включва страните Бангладеш, Бутан, Индия, Малдивите, Непал, Пакистан и Шри Ланка. Термините „Индийски субконтинент“ и „Южна Азия“ понякога се използват взаимозаменяемо за обозначаване на региона, въпреки че геополитическият термин „Южна Азия“ често включва Афганистан и понякога дори Британската индоокеанска територия в Индийския океан. Геосхемата на ООН за Азия включва в понятието също Иран в Южна Азия.
Геологически субконтинентът е свързан със земна маса, която се отделя от суперконтинента Гондвана през Креда и се слива с Евразийската суша преди близо 55 милиона години. Географски това е полуостров в Южна Централна Азия, ограничен от Хималаите на север, Хиндукуш на запад и Араканските планини на изток. Съседните географски региони около субконтинента включват Тибетското плато на север, Индокитайския полуостров на изток и Персийското плато (или Голям Иран) на запад.

## Име
Според Оксфордския английски речник терминът „субконтинент“ означава „разделяне на континент, който има различна географска, политическа или културна идентичност“, а също и „голяма земна маса, малко по-малка от континент“. Използването му за обозначаване на Индийския субконтинент е регистрирано от началото на XX век, когато по-голямата част от територията е била част от Британска Индия, тъй като това е удобен термин за обозначаване на региона, включващ Британска Индия и княжеските държави под британски суверенитет.
Индийския субконтинент като термин е бил особено разпространен в Британската империя и нейните наследници, докато терминът „Южна Азия“ е по-често използван в Европа и Северна Америка.
След разделянето на Индия гражданите на Пакистан (който става независим от Британска Индия през 1947 г.) и Бангладеш (който става независим от Пакистан през 1971 г.) често намират използването на термина „Индийски субконтинент“ за обидно и подозрително поради доминиращата позиция на Индия в името. Като такъв, той се използва все по-рядко в тези страни. Междувременно много индийски анализатори предпочитат да използват термина поради социокултурните прилики в региона. Регионът е наричан още „Азиатски субконтинент“, „Южноазиатски субконтинент“, както и „Индия“ или „Голяма Индия“ в класическия и предмодерния смисъл.

## Геология
Индийския субконтинент преди е бил част от Гондвана – суперконтинент, образуван през късния неопротерозой и ранния палеозой. Гондвана започва да се разпада по време на мезозоя, като Индийския субконтинент се отделя от Антарктида преди 130 – 120 милиона години и Мадагаскар преди около 90 милиона години по време на Креда. Индийския субконтинент по-късно се разпростира на североизток, сблъсквайки се с Евразийската плоча преди близо 55 милиона години, близо до края на палеоцена. Зоната, където се срещат Евразийската и Индийската субконтинентална плоча, остава геологично активна и податлива на големи земетресения.
Физикогеографски това е полуостров в Южна Централна Азия, ограничен от Хималаите на север, Хиндукуш на запад и Араканските планини на изток. Простира се на юг в Индийския океан с Арабско море на югозапад и Бенгалския залив на югоизток. По-голямата част от този регион лежи върху Индийската плоча и е изолиран от останалата част на Азия с големи планински бариери. Лакадивските острови, Малдивите и архипелагът Чагос са три от кораловите атоли, кейове и острови на индийската плоча заедно с хребета Чагос-Лакадив – подводен хребет, образуван от дрейфа на север на индийската плоча над горещата точка на Реюнион по време на креда и началото на кайнозоя. Малдивският архипелаг се издига от основата на вулканични базалтови разкрития от дълбочина около 2000 m, образувайки централната част на хребета между Лакадивите и плитчината Голям Чагос.